# Mirror Master
Mirror Master è un personaggio dei fumetti DC Comics. Nell'Universo DC è un supercriminale, nemico ricorrente di Flash. Possiede una notevole esperienza tecnica ed abilità nell'utilizzo degli specchi. Quattro individui hanno indossato il costume di Mirror Master.

## Sam Scudder
Sam Scudder era un semplice carcerato. Aveva come scopo di imparare come entrare nel riflesso di uno specchio. Inciampando in una sala di specchi, sperimentò e scoprì una via per entrare nel suo stesso riflesso utilizzando questo potere per diventare il criminale Mirror Master. Nel corso della sua carriera si scontrò diverse volte con Flash. Morì più o meno nello stesso periodo di Barry Allen, al fianco di Icicle durante la Crisi sulle Terre infinite. Successivamente, per un breve periodo, Capitan Boomerang assunse l'identità, diventando il secondo Mirror Master. Utilizzò il nome di Scudder come un secondo alias, con il quale commettere dei crimini, sebbene non avvertì mai i suoi colleghi della Suicide Squad delle sue attività extracurricolari.

### La notte più profonda
Sam Scudder fu resuscitato come Lanterna Nera nel corso di un tie-in di, La notte più profonda dal titolo, Blackest Night: Flash, dove si preparava ad attaccare i Nemici con altri cadaveri resuscitati.

## Evan McCulloch
Il futuro mercenario scozzese Evan McCulloch, quando era bambino, fu abbandonato sugli scalini di un orfanotrofio gestito dalla Signora McCulloch, con null'altro che il suo nome di battesimo e una foto dei suoi genitori naturali. Crebbe come un normale bambino, finché una notte non ebbe una colluttazione con un bullo stupratore e lo uccise. Non fu mai catturato, e, all'età di 16 anni, lasciò l'orfanotrofio, di nuovo senza niente tranne la foto dei suoi genitori.
Si trasferì a Glasgow, dove divenne un festaiolo alcolizzato, comportamento che lo condusse sulla strada del crimine. Rapine ed estorsioni infine lo portarono all'omicidio, così iniziò a venire ingaggiato come assassino professionista. Era un killer eccellente, e divenne velocemente uno dei mercenari più richiesti del Regno Unito.
Un giorno, aveva avuto la commissione di assassinare due persone. I suoi occhi nel corso della prima missione omicida, subirono un danno, lasciandolo con una visione alterata. Così Evan non poté togliersi di dosso la sensazione che la persona nella seconda fotografia sembrava familiare: solo dopo averlo ucciso riconobbe suo padre dalla fotografia che portava sempre con sé. Al funerale, vide anche sua madre.
Nei giorni seguenti, tentò di trovare il coraggio di farsi avanti e di conoscerla, ma il giorno che si decise, sua madre si suicidò, incapace di vivere senza il marito. Colpito dalla rabbia, Evan stava per costituirsi alle autorità, quando una potentissima organizzazione segreta del governo degli Stati Uniti gli offrì un costume e le armi del Mirror Master originale in cambio dei suoi servigi.
Il suo primo incarico fu quello di spaventare Animal Man perché abbandonasse la sua presa di posizione per i diritti degli animali, una missione che fallì anche grazie ai calci furiosi lanciati dalla moglie dell'eroe. Dopo essere stato licenziato e rimpiazzato da un altro assassino per aver rifiutato di uccidere la moglie ed i figli di Animal Man, McCulloch aiutò Animal Man a trovare e combattere lo stesso uomo che lo assunse, ma il suo eroismo fu di breve durata. Continuò a lavorare come criminale e super criminale-in-affitto. In alcune occasioni, lavorò in Gran Bretagna anche senza costume come mercenario.
Successivamente si trasferì a Keystone City, dove entrò in conflitto con il terzo Flash. Qui, scoprì una "Dimensione Specchio" che gli permetteva di viaggiare attraverso ogni superficie riflettente. Durante gli eventi di Underworld Unleashed, i Nemici lo accettarono come successore di Scudder. Dopo essere stati traditi dal demone Neron, McCulloch e altri quattro Nemici morirono e finirono all'Inferno, ma ritornarono in vita dopo uno scontro tra il demone e Flash. Per un breve periodo, McCulloch fece parte della Lega dell'ingiustizia di Lex Luthor e combatté contro la Justice League of America. Abbandonò tutto quando Batman gli offrì una ricompensa in denaro doppia di quanto gli offrì Luthor.
Lavorò con Blacksmith nel tentativo di impadronirsi di Central City e Keystone. Quando il suo piano fallì, divenne membro della gang di Capitan Cold. Si ritrovò anche nella condizione di dover affrontare in solitudine la fine della dipendenza da cocaina, cosa che gli costò una sconfitta da parte di Cold. Sembrò essere migliorato dopo la morte di Capitan Boomerang.
Successivamente, McCulloch fece parte della Società segreta dei supercriminali di Alexander Luthor Jr. dopo la storia "Rogues War". Lui, Capitan Boomerang e Capitan Cold si batterono contro gli Outsiders prima di Crisi infinita. In Crisi Infinita n. 7, combatterono nella battaglia finale venendo sconfitti da Martian Manhunter.
Un anno dopo, Evan fu un membro della nuova Suicide Squad in Checkmate n. 6. Ancora una volta fu schiavo della cocaina. Lo si vide alla fine con un dispositivo di localizzazione sul suo collo, mentre prendeva delle fotografie incriminanti di Sasha Bordeaux e Michael Holt.

### Salvation Run
Mirror Master è uno dei criminali esiliati presenti in Salvation Run insieme ai suoi colleghi Nemici: Capitan Cold, Heat Wave, Mago del Tempo e Abra Kadabra.
Divenne membro dei Nemici che si unirono alla Società segreta dei supercriminali di Libra.
In Crisi Finale n. 1, è membro nella squadra del Dottor Light. Furono inviati da Libra a ritrovare la sedia di Metron. Furono per breve tempo impegnati contro la League of Titans, una squadra spin-off dei Teen Titans consistente di Empress, Sparx e Más y Menos, ma li sconfissero in fretta grazie alla combinazione dei raggi di Light con gli specchi di Mirror Master. In un momento inaspettato di eroismo, Evan convinse il noto stupratore Dr. Light a non assalire sessualmente gli eroi svenuti. Tuttavia, in "Final Crisis: Rouges' Revenge" n. 1, Evan ed il resto dei Nemici rifiutarono l'offerta di Libra, volendo rimanere al di fuori del gioco.

### The Flash (Vol. 3)
In Flash secret Files and Origins 2010, Mirror Master e i Nemici visitarono la vecchia tana di Sam Scudder e scoprirono un antico specchio con incise le parole «In Caso di Flash: Rompere il Vetro». In The Flash (vol. 3) n. 1, McCulloch è ancora latitante con i Nemici. In una versione futuristica di Mirror Master, a cui ci si riferisce come a Mirror Monarch, viene ucciso, ed il suo corpo gettato in pubblico da una figura ombrosa con il costume di Flash. Barry Allen ispezionò il cadavere: ci furono seri dubbi che il corpo fosse quello di McCulloch. Successivamente, un gruppo di agenti di polizia provenienti dal XXV secolo conosciuti come I Rinnegati accusarono Barry Allen di omicidio.

## Poteri e abilità
Mirror Master utilizza degli specchi per produrre dei fantastici effetti come ipnotismo, invisibilità, ologrammi, trasformazioni fisiche, comunicazioni e viaggi nelle altre dimensioni o in altri universi paralleli o piani d'esistenza. Evan McCulloch utilizza una pistola laser.

## Altre versioni
- Mirror Master comparve nel n. 23 del fumetto Super Friends, basato sulla serie animata omonima.
- Mirror Master comparve nel n. 12 del fumetto Justice League Unlimited, basato sulla serie animata omonima.

### Mirror Master nella Tangent
Un Mirror Master che comparve in Tangent: Superman's Reign, aveva un corpo composto di una sostanza simile al vetro, riuscendo a creare un portale che dava accesso ad altri mondi del multiverso.

### Mirror Master nei League Busters
Un quarto Mirror Master indossò un costume color porpora e comparve brevemente come membro dei "League-Busters" in Justice League International vol. 2 n. 65 (giugno 1994).

## Altri media
- Mirror Master comparve in un episodio di Super Friends: The Legendary Super Power Show intitolato "Reflections in Crime". È interessante notare che in questo episodio Flash non comparve. Nell'episodio, Mirror Master volle intrappolare I Superamici in una dimensione, all'interno di uno specchio della "sesta dimensione". I Superamici riuscirono a scappare e ad intrappolare Mirror Master in una Casa degli Specchi.
- Un episodio della serie televisiva Flash del 1990 ebbe come protagonista Samuel "Sam" Scudder, un criminale soprannominato Mirror Master. Questo personaggio, per le sue rapine, utilizzava le proiezioni olografiche da piccoli dischi riflettenti. Fu interpretato dall'attore David Cassidy.
- Mirror Master fu protagonista di un cameo nell'episodio Eclissi, della serie animata Justice League. Un attore fu assunto per interpretare Mirror Master come parte della pubblicità della barretta energetica Lightspeed di Flash. L'attore ingaggiato aveva un lieve accento scozzese, simile a quello di McCulloch.
- Successivamente, Mirror Master comparve nell'episodio Flash, l'eroe della serie animata Justice League Unlimited. Unì le sue forze a quelle di Capitan Boomerang, Capitan Cold e Trickster per attaccare Flash e successivamente demolire il nuovo Museo di Flash entrando nella struttura dallo specchio da trucco di Linda Park. Il personaggio aveva le caratteristiche miste di Scudder e McCulloch. È chiaramente americano e quindi privo di qualsiasi accento scozzese. Però, i suoi poteri speculari erano simili alle abilità innate e quasi super umane di McCulloch, inclusa la "Dimensione Specchio". Nella sua battaglia contro Flash, Batman ed Orion, Mirror Master finì intrappolato nei frammenti di uno specchio rotto, dopo che Batman lanciò il suo Batarang verso lo specchietto di Linda. Si vide la polizia scientifica raccogliere i pezzi dello specchio. Fu inoltre un protagonista di un cameo nell'episodio finale della serie come membro della Società Segreta. Nell'episodio "Flash, l'eroe" Capitan Boomerang affermò che Flash fece mangiare a Mirror Master il suo stesso "Laser Caleidoscopio", sebbene Mirror Master lo smentì dicendo «È solo una voce! Una completa esagerazione. E poi, non era una pistola laser».
- Mirror Master compare nella quinta stagione di The Batman, doppiato e interpretato dall'attore John Larroquette. Questo Mirror Master era l'alias di Dr. Sam Scudder, un fisico pazzo ma brillante. In "A mirror darkly", assunse versioni speculari di Batman, Flash e Robin allo scopo di sottrarre componenti per il suo Raggio per la Dimensione Specchio. Lo utilizzò per intrappolare, in ogni superficie riflettente, i cittadini di Gotham City, vetri, specchi, finestre, e anche vassoi d'argento. Durante questa operazione fu coadiuvata da un'assistente donna di nome Smoke. In "Lost Heroes", combatté all'interno di un circo, contro Flash e Freccia Verde. Qui Freccia Verde mise fine alle sue superfici riflettenti scoccando una freccia emettitrice di limo.
- Mirror Master e Capitan Cold furono menzionati nell'episodio, The Golden Age of Justice della serie, Batman: The Brave and The Bold.
- Nella serie televisiva The Flash compaiono due versioni del personaggio:
  - Sam Scudder viene introdotto nel quarto episodio della terza stagione, interpretato da Grey Damon. Questa versione di Scudder faceva parte della gang di Leonard Snart prima dell'esplosione dell'acceleratore di particelle, che lo ha reso capace di spostarsi tramite specchi e superfici riflettenti, e intrappolare le persone all'interno di esse. Dopo essere uscito dallo specchio dove era imprigionato, va ad Iron Heights e libera la sua partner Rosalind Dillon per compiere i suoi crimini, salvo poi essere fermati da Barry Allen, che lo imprigiona in una cella senza superfici riflettenti. Ricompare sempre nella terza stagione, in un potenziale futuro del 2024 in cui Scudder ha preso il controllo di Central City di nuovo insieme alla sua partner, ma viene fermato ancora una volta. Ritorna un'ultima volta all'inizio della settima stagione, in cui entrano a far parte dell'organizzazione criminale Black Hole; qui si scopre che Scudder era un clone-specchio creato da Eva McCulloch (vedi sotto).
  - Viene rivelato da Harrison Wells che su Terra-2 c'è un altro Mirror Master di nome Evan McCulloch, il quale non è un meta ma utilizzava una "pistola-specchio" con una tecnologia avanzata. Il nome è lo stesso della controparte cartacea.
  - Nella quinta stagione viene introdotta la McCulloch Technologies, la quale crea una pistola-specchio utile a sconfiggere Cicada. Nella sesta stagione appare in versione femminile col nome di "Eva McCulloch", interpretata da Efrat Dor, come capo della McCulloch e intrappolata in una dimensione specchio dopo l'esplosione dell'accelleratore di particelle. Con le sue abilità, riesce ad intrappolare Iris, Kamilla e il capitano Singh con l'intento di usare i duplicati per ottenere vendetta nei confronti del marito e della Black Hole, riuscendo nell'intento e facendo accusare Sue Dearbon. Nella settima stagione colpisce Sam Scudder e Dillon, annunciando che il primo Mirror Master era una delle sue prime creazioni. Scopre poi che anche lei è una copia-specchio, e che la vera Eva è morta 6 anni prima. Dopo che Flash riesce a far scoprire in diretta video la sua identità, impazzisce e prende il nome di "Mirror Monarch", attuando un piano per sostituire tutte le persone a Central City e trasformarle in duplicati sotto il suo controllo. Dopo un lungo scontro, Flash e Iris riescono a fermarla, facendole distruggere i duplicati; cosi facendo, Eva decide di tornare nella Dimensione Specchio e creare lì un nuovo mondo.
- Mirror Master è anche comparso come personaggio giocabile nel videogioco LEGO DC Super-Villains.